# Bătălia de la Goodwin Sands
Bătălia de la Goodwin Sands, cunoscută și ca Bătălia de la Dover, a izbucnit la 19/29 mai 1652 lângă Dover atunci când o flotă engleză comandată de generalul-pe-mare  Robert Blake⁠(d) a încercat să percheziționeze o flotă neerlandeză comandantă de Maarten Tromp⁠(d). A fost prima bătălie din cadrul Primului Război Anglo-Neerlandez, deși războiul a fost declarat oficial o lună mai târziu.

## Context
Parlamentul englez a adoptat Primul Act de Navigație in octombrie 1651, țintind în comerțul vital pentru neerlandezi. Negustorii neerlandezi au fost îngrijorați atunci când la începutul anului 1652 George Ayscue a capturat 27 corăbii neerlandeze care făceau comerț cu colonia regalistă din Barbados, încălcând astfel interdicția. Ambele părți au început să se pregătească de război, dar conflictul s-ar fi putut amâna dacă nu ar fi avut loc incidentul din 29 mai 1652 în apropierea strâmtorii Dover între un convoi neerlandez escortat de 40 nave de război comandate de Locotenentul-amiral Maarten Tromp și o flotă neerlandeză de 25 nave de război sub generalul-pe-mare Robert Blake.
Prima înfruntare directă dintre navele de război englezești și cele neerlandeze a avut loc în Canalul Mânecii la 22 mai 1652, la Start Point (lângă Dartmouth). Un convoi de 7 nave comerciale neerlandeze, escortat de 3 nave de război, se îndrepta spre vest de-a lungul Canalului în drum spre Marea Mediterană. Trei corăbii englezești sub comanda căpitanului Anthony Young (pe President 36 tunuri) s-a apropiat de convoiul neerlandez crezând că sunt nave englezești. Comandatul flotei neerlandeze a coborât toate steagurile în semn de salut, conform cerințelor unei ordonanțe a lui Cromwell care obliga toate corăbiile străine din Marea Nordului sau din Canal. Însă unul dintre căpitani neerlandezi nu s-a conformat. Young a deschis focul pentru a-l obliga să salute, urmând o canonadă de 90 de minute până ce toată escadra neerlandeză și-a coborât steagurile și i s-a permis să continue navigația.

## Preludiul
În aprilie 1652 Locotenentul-amiral Maarten Tromp (pe Brederode 54 tunuri) a pornit cu flota sa de 41 nave (după alte surse între 40 și 42), din care doar 10 erau de război propriu-zise, restul fiind vase comerciale armate, să patruleze în Canalul Mânecii pentru a proteja comerțul neerlandez de agresiunile englezilor. Starea proastă a mării l-a silit pe Tromp să își abandoneze la 28 mai ancorajul vulnerabil dintre Dunkerque și Nieuwpoort și să se adăpoastească în aceiași seară pe coasta engleză, în apropiere de castelul de la Dover, lângă South Foreland.
În momentul apropierii neerlandezilor lângă coasta Kentului se aflau două escadre englezești. Cea mai apropiată era cea de 9 nave sub comanda lui Nehemiah Bourne (pe Andrew 56 tunuri) prezentă în ancorajul de la Downs la extremitatea îndepărtată a Nisipurilor Goodwin (Goodwin Sands), la nord-est de Tromp. Mult mai spre vest se găsea escadra de 11 nave de război și o navă de comerț a generalului-pe-mare Robert Blake (pe James 60 tunuri) la gura râului Rye.
Flota neerlandeză s-a apropiat de extremitatea sudică a Nisipurilor Goodwin, South Sand Head, iar Tromp, care nu dorea să riște angajarea într-o bătălie, a trimis două nave cu doi căpitani la nava lui Bourne pentru a-i explica situația. Bourne era atunci comandant-șef al escadrei, prin permisiunea specială a lui Blake, și arbora în consecință steagul pe catargul mare. Din această cauză Tromp a crezut inițial că Blake însuși se află la bord. Cele două nave trimise de Tromp au intrat în Downs și au salutat steagul de amiral. Căpitanii au mers apoi la bordul navei amiral și au explicat că prezența lui Tromp era involuntară, că vânturile potrivnice l-au impiedicat să rămână în continuare în fața Dunkerque-ului, unde a pierdut multe ancore și lanțuri, și că tot ceea ce dorea era adăpost. Bourne a răspuns că Tromp ar face bine să își demonstreze sinceritatea prin îndepărtarea de coastă cât mai repede cu putință. 
Această primă întâlnire dintre cele două flote s-a încheiat pașnic. Între timp Tromp a ancorat în rada de la Dover. El nu a intrat în Downs deoarece nu dorea să trezească dispute în privința steagului, de vreme ce nu primise nici un ordin de a-l coborî. Deci era de așteptat să nu își coboare steagul în fața Castelului din Dover, lucru pe care nici nu îl făcu. Castelul a tras unul sau două focuri de tun pentru a-i atrage atenția asupra acestui fapt, dar singura reacție a lui Tromp a fost să își exerseze toată ziua trăgătorii cu puștile.
În acest timp Blake se afla cu escadra sa de 13 nave în Golful Rye. Având în vedere starea de tensiune existentă între cele două state, la prima vedere a lui Tromp, Bourne s-a temut că va fi atacat, și pe lângă pregătirea navelor sale pentru luptă el a trimis și un mesaj urgent lui Blake cerându-i să vină imediat în sprijinul său. La 28 mai vântul a suflat dinspre nord-est iar Blake a primit repede mesajul. El a schimbat cursul imediat și i-a răspuns lui Bourne să i se alăture. 

## Desfășurarea bătăliei
Mesajul lui Blake a ajuns la Downs la orele 10.00 din 29 mai în momentul când neerlandezii își strânseseră formația și se îndreptau spre Calais profitând de îmbunătățirea vremii și când escadra lui Blake se apropia luptând împotriva vântului de est. Bourne, care staționase toată noaptea două fregate între restul escadrei sale și Tromp, a ridicat ancora pe la mijlocul zilei când mareea l-a avantajat. Pe când Bourne se afla la South Foreland, chiar atunci Tromp a descoperit un convoi neerlandez de 17 corăbii comerciale, ce se întorcea din Marea Mediterană, care ancorase aproape de coasta engleză și, în ciuda prezenței celor două escadre englezești, a decis să se întoarcă pentru a evita capturarea convoiul. Conform altei surse Tromp a întâlnit în mijlocul pasului Calais două nave neerlandeze care l-au informat de un incident recent în care un convoi neerlandez a fost hărțuit și a fost deschis focul asupra lui de către escadra căpitanului Young la Start Point, Tromp întorcându-se imediat înapoi pentru a protesta în fața lui Blake. Această manevră îi luă prin surprindere pe englezi, mai ales că flota neerlandeză luase în frunte cu nava Brederode a lui Tromp direcția spre Blake, aflat atunci lângă Folkestone.
În timp ce flotele se apropiau una de alta Blake, care dăduse ordinul ca navele să se pregătească de luptă, a tras o lovitură de tun, semnal pentru neerlandezi că li se cerea să își coboare steagurile. Tromp a refuzat declarând ulterior că a dat ordinul de a coborî steagul, dar înainte să fie timp să se facă acest lucru. Blake a tras încă o lovitură de tun, și apoi un al treilea avertisment care a lovit vasul Brederode, ghiuleaua ieșind pe partea cealaltă a navei și retezînd brațul unui marinar.
Fiecare parte a oferit o relatare diferită a celor ce s-au întâmplat ulterior. Englezii au afirmat că Tromp a răspuns cu o bordee și a pornit atacul ridicând steagul sângeriu sub cel neerlandez urmat de alte corăbii, în timp ce Tromp a susținut că englezii au deschis focul cei dintâi, țintindu-i tachelajul. Asta a marcat începutul unei bătălii în toată regula, între cele 41 de nave ale lui Tromp și cele 12 ale lui Blake (pe la ora 16.00).  Tromp a schimbat cursul și traversând întreaga sa flotă s-a îndreptat direct spre Blake. Lupta de artilerie ce a urmat nu a păstrat vreo ordine tactică. Natura impulsivă a acestui atac era evidențiată și de linia împrăștiată pe care o formase flota neerlandeză la momentul impactului. Navele neerlandeze s-au avântat una după alta în acțiune. Lupta s-a încins în avangardă; Blake a fost susținut de câteva din cele mai mari nave ale sale, deși o parte din ele se aflau prea departe sub vânt și a trecut ceva timp  până au reușit să urce și să se alăture luptei. De partea lor, neerlandezii, fiind mult superiori numeric, ar fi încercuit avangarda englezilor dacă Bourne nu ar fi atacat impetuos ariergarda dezordonată cu escadra sa de 9 nave. Apropierea coastei a îngăduit unor bărci cu pescari din Kent să se aproprie plini de curaj și să se suie la bordul lui James ca să înlocuiască pierderile umane. Lupta a continuat până la lăsarea întunericului. În avangardă navele englezești mai grele au rămas pe poziții, suferind avarii considerabile, dar provocând și ele distrugeri mari.

## Urmările
Deși englezii erau depășiti numeric navele lor erau în general mai mari decât cele ale lui Tromp. La sfârșitul unei lupte de 5 ore încă nu se vedea cine era în avantaj. O dată cu lăsarea întunericului navele engleze s-au raliat la coastă iar flota neerlandeză s-a retras într-o linie defensivă pentru a proteja convoiul. Două nave neerlandeze au fost prea avariate ca să mai poată pleca împreună cu flota lui Tromp și au căzut în mâinile englezilor. Spre dimineață s-a văzut că Bourne a capturat cele două nave neerlandeze, Sint Laurens și Sinte Maria.  Cea din urmă a fost abandonată de englezi din cauză că era pe punctul de a se scufunda; ea a mers în derivă și în dimineața de 30 mai a fost descoperită fără catarge de către neerlandezi, care au remorcat-o până în port. Echipajul ei însă a rămas prizonier pe nava lui Lawson, Fairfax, unde fuseseră în prealabil transportați. Tromp i-a oferit scuzele sale lui Blake și a cerut returnarea navei capturate, dar Blake a refuzat.
Avantajul era de partea englezilor care nu au pierdut nici o corabie. Dintre navele englezești, nava amiral James a suferit cel mai multe avarii, atât datorită faptului că a fost prima angajată în luptă cât și pentru că a fost principala țintă a atacului neerlandezilor. La bordul ei au murit 6 oameni, 9 sau 10 au fost grav răniți, iar 25 au fost răniți ușor. Nava a primit 70 lovituri majore în cocă și catarge, catargul artimon a fost doborât peste bord iar velele și parâmele au fost făcute bucățele.
Caracteristică pentru tot războiul ce avea să urmeze, apărea deci, încă de la prima luptă, superioritatea calitativă a navelor engleze care făcuseră față unui număr dublu de adversari fără să fi pierdut nici una capturată sau scufundată. 
Bătălia de la Goodwin Sands a declanșat efectiv Primul Război Anglo-Neerlandez. Blake s-a întors pe mare în luna iunie, deși războiul nu a fost declarat oficial mai devreme de 10 iulie.

## Flota engleză
A fost compusă din diverse escadre care totalizau 25 vele (navele nu sunt in linia de bătaie, echipajele sunt cotele oficiale valide la acea vreme)
| Escadra engleză din Canal (Anthony Young) (nu a luat parte la bătălia din 29 mai) 3 nave de război cu 84 tunuri și 350 oameni | Escadra engleză din Canal (Anthony Young) (nu a luat parte la bătălia din 29 mai) 3 nave de război cu 84 tunuri și 350 oameni | Escadra engleză din Canal (Anthony Young) (nu a luat parte la bătălia din 29 mai) 3 nave de război cu 84 tunuri și 350 oameni | Escadra engleză din Canal (Anthony Young) (nu a luat parte la bătălia din 29 mai) 3 nave de război cu 84 tunuri și 350 oameni | Escadra engleză din Canal (Anthony Young) (nu a luat parte la bătălia din 29 mai) 3 nave de război cu 84 tunuri și 350 oameni |
| --- | --- | --- | --- | --- |
| Rang | Navă | Tunuri | Echipaj | Căpitan |
| 4 | (Great) President | 36 | 180 | Căpitanul Anthony Young |
| 5 | Nightingale | 24 | 90 | Jacob Reynolds |
| 5 | Recovery | 24 | 80 | Francis Allen |

| Escadra engleză de la Rye (Robert Blake) (navele nu navigau într-o ordine prestabilită) 12 nave de război, 3 nave mici cu 452 tunuri si 1.710 oameni | Escadra engleză de la Rye (Robert Blake) (navele nu navigau într-o ordine prestabilită) 12 nave de război, 3 nave mici cu 452 tunuri si 1.710 oameni | Escadra engleză de la Rye (Robert Blake) (navele nu navigau într-o ordine prestabilită) 12 nave de război, 3 nave mici cu 452 tunuri si 1.710 oameni | Escadra engleză de la Rye (Robert Blake) (navele nu navigau într-o ordine prestabilită) 12 nave de război, 3 nave mici cu 452 tunuri si 1.710 oameni | Escadra engleză de la Rye (Robert Blake) (navele nu navigau într-o ordine prestabilită) 12 nave de război, 3 nave mici cu 452 tunuri si 1.710 oameni |
| --- | --- | --- | --- | --- |
| Rang | Navă | Tunuri | Echipaj | Căpitan |
| 2 | James | 60 | 350 | Generalul-pe-mare Robert Blake (1599-165), căpitan John Gilson                                                                                       |
| 2 | Victory | 52 | 300 | Lionel Lane |
| 3 | Garland | 44 | 200 | John Gibbs |
| 3 | Speaker | 52 | 280 | John Coppin |
| 4 | Ruby | 42 | 180 | Anthony Houlding |
| 4 | Sapphire | 38 | 160 | Robert Moulton Jr. |
| 3 | Worcester | 42 | 200 | Charles Thorowgood |
| 5 | Star | 24 | 80 | Robert Saunders |
| 4 | Portsmouth | 36 | 170 | William Brandley |
| 6 | Martin | 12 | 50 | Robert Clarke |
| 5 | Mermaid | 24 | 90 | Richard Stayner |
| 5 | Rubert | 26 | ? | (navă comercială armată) |

| Escadra engleză din Downs (Nehemiah Bourne) (navele nu navigau într-o ordine prestabilită) 9 nave de război cu 372 tunuri și 1.760 oameni | Escadra engleză din Downs (Nehemiah Bourne) (navele nu navigau într-o ordine prestabilită) 9 nave de război cu 372 tunuri și 1.760 oameni | Escadra engleză din Downs (Nehemiah Bourne) (navele nu navigau într-o ordine prestabilită) 9 nave de război cu 372 tunuri și 1.760 oameni | Escadra engleză din Downs (Nehemiah Bourne) (navele nu navigau într-o ordine prestabilită) 9 nave de război cu 372 tunuri și 1.760 oameni | Escadra engleză din Downs (Nehemiah Bourne) (navele nu navigau într-o ordine prestabilită) 9 nave de război cu 372 tunuri și 1.760 oameni |
| --- | --- | --- | --- | --- |
| Rang | Navă | Tunuri | Echipaj | Căpitan |
| 2 | Andrew | 56 | 350 | Maiorul Nehemiah Bourne (1611-1691) (comandant în absența lui Penn) căpitan Edward Hall                                                   |
| 2 | Triumph | 62 | 350 | Amiralul William Penn (1621-1670) (pe uscat în timpul luptei) căpitan Abraham Wheeler                                                     |
| 2 | Fairfax | 52 | 280 | John Lawson |
| 2 | (Happy) Entrance | 44 | 200 | Edmund Chapman |
| 4 | Centurion | 36 | 180 | Walter Wood |
| 4 | adventure | 36 | 160 | Andrew Ball |
| 4 | Assurance | 40 | 160 | Benjamin Blake |
| 5 | Greyhound | 26 | 80 | Henry Southwood |
| 5 | Seven Brothers | 26 | ? | Robert Land (navă comercială armată) |

## Flota Neerlandeză
40 nave de război cu 1.241 tunuri și 4.603 oameni 
| Avangarda (Jan Thijssen) (navele nu navigau într-o ordine prestabilită) 12 nave de război cu 370 tunuri și 1.338 oameni | Avangarda (Jan Thijssen) (navele nu navigau într-o ordine prestabilită) 12 nave de război cu 370 tunuri și 1.338 oameni | Avangarda (Jan Thijssen) (navele nu navigau într-o ordine prestabilită) 12 nave de război cu 370 tunuri și 1.338 oameni | Avangarda (Jan Thijssen) (navele nu navigau într-o ordine prestabilită) 12 nave de război cu 370 tunuri și 1.338 oameni | Avangarda (Jan Thijssen) (navele nu navigau într-o ordine prestabilită) 12 nave de război cu 370 tunuri și 1.338 oameni |
| --- | --- | --- | --- | --- |
| Amiralitate | Navă | Tunuri | Echipaj | Căpitan |
| Vlissingen-dir | Witte Lam | 32 | 110 | Comodorul Jan Thijssen Matheeus                                                                                         |
| Middelburg-dir | Gouden Leeuw | 30 | 110 | Jacob Penssen |
| Middelburg-dir | Gouden Leeuwin | 30 | 105 | Johannes van Regermorter                                                                                                |
| Middelburg-dir | Vergulde Haen (Middelburg)                                                                                              | 30 | 105 | Jan Le Sage |
| Middelburg-dir | Sint Laurens | 30 | 105 | Bastiaen Tuijnemans – capturată de englezi                                                                              |
| Amsterdam-dir | Groote Liefde | 38 | 135 | Bruijn van Seelst |
| Amsterdam-dir | (Grooten) Alexander | 28 | 100 | Jan Meijckes (sau Maijkers)                                                                                             |
| Amsterdam-dir | Prinses Roijaal | 28 | 110 | Maerten de Graeff |
| Amsterdam-dir | Gideon van Sardam | 34 | 120 | Hector Bardesius |
| Amsterdam-dir | Sint Salvador | 34 | 120 | Matheeus Corneliszoon                                                                                                   |
| Enkhuizen-dir | Vergulde Zon | 28 | 108 | Jacob Claesz Duijm |
| Hoorn-dir | Liefde | 28 | 110 | Pieter Adriaansz van Blocker                                                                                            |

| Centrul (Maarten Tromp) (navele nu navigau într-o ordine prestabilită) 19 nave de război cu 601 tunuri si 2.255 oameni | Centrul (Maarten Tromp) (navele nu navigau într-o ordine prestabilită) 19 nave de război cu 601 tunuri si 2.255 oameni | Centrul (Maarten Tromp) (navele nu navigau într-o ordine prestabilită) 19 nave de război cu 601 tunuri si 2.255 oameni | Centrul (Maarten Tromp) (navele nu navigau într-o ordine prestabilită) 19 nave de război cu 601 tunuri si 2.255 oameni | Centrul (Maarten Tromp) (navele nu navigau într-o ordine prestabilită) 19 nave de război cu 601 tunuri si 2.255 oameni                   |
| --- | --- | --- | --- | --- |
| Amiralitate | Navă | Tunuri | Echipaj | Căpitan |
| Rotterdam | Brederode | 54 | 270 | Locotenentul-amiral Maarten Harpertszoon Tromp (1597-1653) căpitan Abel Roelantsz Verboom (Vader Abel) stuurman Egbert Meussen Kortenaer |
| Noorderkwartier | (Wapen van) Hoorn | 30 | 95 | Pieter Allertszoon |
| Noorderkwartier | Prins Maurits | 28 | 105 | Cornelis Pietersz Taenman |
| Enkhuizen-dir | Maecht van Enkhuizen                                                                                                   | 28 | 110 | Gijsbert Malcontent |
| Noorderkwartier | Alkmaar | 28 | 95 | Jan Waraertsz Cappelman |
| Amsterdam-dir | (Vliegende) Faem | 28 | 110 | Jacob Cornelisz Swart |
| Amsterdam-dir | Sint Matheeus | 34 | 125 | Cornelis Naeuoogh |
| Amsterdam-dir | Groote Vergulde Fortuijn                                                                                               | 35 | 135 | Frederick de Coninck |
| Amsterdam-dir | Neptunus | 36 | 125 | Gerrit van Limmen |
| Harlingen-dir | Sint Vincent | 28 | 105 | Andries Douwesz Pascaert |
| Amsterdam-dir | Prins Maurits | 34 | 115 | Nicolaes de With |
| Amsterdam-dir | Vergulde Valck | 28 | 105 | Cornelis Jansz Brouwer |
| Rotterdam-dir | Hollandia | 26 | 105 | Ruth Jacobsz Buijs |
| Amsterdam-dir | Blauwen Arend | 28 | 105 | Dirck Pater |
| Amsterdam-dir | Rooseboom | 28 | 105 | Gerrit Schuijt |
| Amsterdam-dir | Arke Troijane | 28 | 100 | Abraham van Campen |
| Amsterdam | Groningen | 38 | 130 | Joris van der Zaen (escortă pentru convoi)                                                                                               |
| Amsterdam-dir | Sint Maria | 28 | 100 | Sipke Fockes – capturată de englezi și abandonată, recuperată de neerlandezi                                                             |
| Amsterdam | Zeelandia | 34 | 115 | Jacob Huyrluyt (escortă pentru convoi)                                                                                                   |

| Ariergarda (Pieter Florissen) (navele nu navigau într-o ordine prestabilită) 9 nave de război cu 170 tunuri și 1.010 oameni | Ariergarda (Pieter Florissen) (navele nu navigau într-o ordine prestabilită) 9 nave de război cu 170 tunuri și 1.010 oameni | Ariergarda (Pieter Florissen) (navele nu navigau într-o ordine prestabilită) 9 nave de război cu 170 tunuri și 1.010 oameni | Ariergarda (Pieter Florissen) (navele nu navigau într-o ordine prestabilită) 9 nave de război cu 170 tunuri și 1.010 oameni | Ariergarda (Pieter Florissen) (navele nu navigau într-o ordine prestabilită) 9 nave de război cu 170 tunuri și 1.010 oameni |
| --- | --- | --- | --- | --- |
| Amiralitate | Navă | Tunuri | Echipaj | Căpitan |
| Noorderkwartier | Wapen van Enkhuizen | 30 | 120 | Gerrit Femssen |
| Noorderkwartier | Wapen van Monnikendam | 24 | 95 | Arent Dirckszoon |
| Noorderkwartier | Sampson | 26 | 95 | Willem Claesz Ham |
| Amsterdam -dir | Kroon Imperiael | 34 | 125 | Cornelis Jansz Poort |
| Amsterdam -dir | Nassouw van der Burgh | 34 | 130 | Lambert Pieterszoon |
| Monnikendam-dir | Swarte Beer | 32 | 115 | Jacob Claesz Boot |
| Edam-dir | Vergulde Halve Maen | 30 | 110 | Jacob Fredericksz Houckboot                                                                                                 |
| Hoorn-dir | Samson | 30 | 110 | Jacob Houck |
| Medemblick-dir | Sint Jeronimus | 30 | 110 | Jan Pietersz Eenarm |